# Амоа, Чарльз
Чарльз Амоа (англ. Charles Amoa; родился 28 февраля 1975 года, Аккра, Гана) — ганский футболист, нападающий. Чемпион и лучший бомбардир чемпионата Швейцарии в сезоне 1999/2000.

## Клубная карьера
Футболист начал карьеру за «Окваху Юнайтед». В 1995 году нападающий перешёл в «Винтертур» из второго дивизиона. В 1996—1998 годах ганский футболист играл в третьем дивизионе Швейцарии за «Фрауэнфельд». В сезоне 1998/99 футболист выиграл второй дивизион в составе «Виля», забив 20 голов. В 1999 году ганский футболист перешёл в «Санкт-Галлен» и выиграл Национальную лигу А. С 25 мячами форвард стал лучшим бомбардиром чемпионата. В сезоне 2000/2001 нападающий забил 12 голов в 22 матчах чемпионата. В Лиге чемпионов нападающий сыграл 2 матча и забил 2 гола, но «Санкт-Галлен» проиграл в 3-м квалификационном раунде «Галатасараю». В Кубке УЕФА 2000/2001 футболист забил 3 гола («Брюгге» — 2 , «Челси» — 1), а «Санкт-Галлен» вылетел в 1/32 финала. В 2001 году нападающий перешёл в «Штурм», за который он играл 2,5 сезона. В сезоне 2003/04 он играл за «Аустрию» из Зальцбурга. В 2007 году футболист завершил карьеру.

## Сборная Ганы
В 1999 году нападающий сыграл за сборную Гану против Египта (2:1). В отборочном турнире на Кубок африканских наций 2002 футболист сыграл 4 матча и забил 3 гола. В отборочном турнире на чемпионат мира 2002 Чарльз сыграл 4 матча и забил 3 гола. В отборочном турнире на Кубок африканских наций 2004 нападающий сыграл 3 матча и забил 1 гол.

## Достижения
- Чемпион Швейцарии: 1999/2000
- Лучший бомбардир чемпионата Швейцарии: 1999/2000 (25 мячей)